# Carlo Pepoli

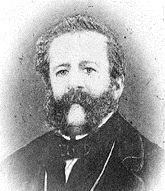
Carlo Pepoli

Graf (Conte) Carlo Pepoli (* 22. Juli 1796 in Bologna; † 7. Dezember 1881 ebenda) war ein italienischer Dichter und Librettist sowie ein Demokrat und Politiker im Rahmen des Risorgimento.

## Leben und politisches Wirken
Der italienische Patriot war ein Anhänger Giuseppe Mazzinis und beteiligte sich an den revolutionären Erhebungen des italienischen Risorgimento, die 1830/31 in Mittelitalien ausgebrochen und ebenso schnell – im Wesentlichen von österreichischen Truppen – niedergeschlagen worden waren. Während der Februarrevolution von 1831 in der Romagna, bei welcher nationalstaatliche Einheit, eine Verfassung und ein Parlament gefordert wurden, war er als Präfekt nach Pesaro und Urbino abgesandt worden, musste dann aber nach Ancona flüchten, wo er gefangen genommen und nach Venedig verbracht wurde. Wie Mazzini ging er erst ins Exil nach Marseille, dann jedoch nach Paris, wo er mit den wichtigsten Intellektuellen verkehrte und als Journalist an italienischsprachigen Exilzeitschriften mitarbeitete. Für kurze Zeit diente er in einem Bataillon der französischen Fremdenlegion in Algerien, das von dem italienischen Offizier und Patrioten Raffaele Poerio (1792–1853) kommandiert wurde. Anschließend ging er nach London, wo er den Lehrstuhl für italienische Literatur bekleidete und die Schriftstellerin Elisabetta Fergus (vermutlich Elizabeth Fergus) heiratete.
1848 kehrte Pepoli nach Italien zurück, wo er sich vorerst als Kommissar für Bürger- und Militärrechte und Abgeordneter der neu ausgerufenen Römischen Republik an der nationalen Einigungsbewegung beteiligte. 1859 wurde er als Deputierter von Finale und Mirandola in den Regionalrat der Romagna gewählt und 1862 auf Lebenszeit zum Senator des 1861 gegründeten und 1946 aufgelösten Senato del Regno (d'Italia) ernannt. Im gleichen Jahr wurde er zum Bürgermeister von Bologna gewählt (seine Amtszeit begann am 11. Januar 1862) – eine Position, die er bis zum Ende des Jahres 1866 bekleidete.
Ab 1860 lehrte er Philosophie und Literatur an der Universität Bologna, einer der ältesten Universitäten Europas, und war Sekretär der Akademie der Schönen Künste (der Accademia di Belle Arti). 1863 schenkte er der Biblioteca Comunale dell'Archiginnasio, einer wichtigen humanistischen und stadtgeschichtlichen Bibliothek der Stadt, eine Sammlung von Karten und Architekturentwürfen aus der Bologneser Stadtentwicklung, die als Cartella Giordani bekannt ist. Dieser Bestand, der durch die Bombardements und Beschädigungen der Alliierten in den Kämpfen des untergehenden Deutschen Reiches zu Ende des Zweiten Weltkriegs teilweise zerstört wurde, besteht heute noch aus 163 Objekten. Pepoli überließ der bologneser Bibliothek außerdem zahlreiche Bücher und andere Schriften.

## Literarisches Wirken
Während seines kurzen Aufenthalts in Paris schrieb Pepoli das Libretto zu Vincenzo Bellinis letzter Oper I puritani (Die Puritaner), die am 24. Januar 1835 im Pariser Théâtre Italien uraufgeführt wurde. Bellini vertonte auch einige seiner Sonette (La ricordanza, La speranza und Amore e Malinconia) sowie die Sapphische Ode Alla luna. Auch Gioachino Rossini hat einige der Gedichte Carlo Pepolis in seinem Liederzyklus mit dem Titel Les soirées musicales (1830–1835) prominent vertont – besonders die neapolitanische Tarantella La danza (Già la luna è in mezzo al mare) ist als vielgesungenes Tenorlied in Interpretationen von Enrico Caruso, Mario Lanza, Luciano Pavarotti und vielen anderen weltweit bekannt geworden.
Pepoli schrieb zahlreiche Werke in Prosa und Lyrik und übersetzte das Evangelium nach Matthäus in den bologneser Dialekt.
Er war ein enger Freund des italienischen Dichters Giacomo Leopardi, der ihm die Verserzählung Al Conte Carlo Pepoli (Canto XIX.) widmete. Beide waren Mitglieder der bologneser Accademia dei Felsinei.
(Gelegentlich wird Carlo Pepoli auch mit einem gleichnamigen Verwandten – vermutlich einem Cousin oder Neffen – verwechselt, der 1854 die Sängerin Marietta Alboni geheiratet hatte und 1866 verstorben ist.)